# Erbstetten (Ehingen)
Erbstetten (mit dem Stadtteil Unterwilzingen und dem Weiler Vogelhof) ist ein Teilort von Ehingen (Donau) im Alb-Donau-Kreis in Baden-Württemberg. Ortsvorsteher ist Martin Willbold (Stand: 2024).
Die gesamte Gemarkung des Ortes ist Teil des Biosphärengebiets Schwäbische Alb.

## Geographie

### Geographische Lage

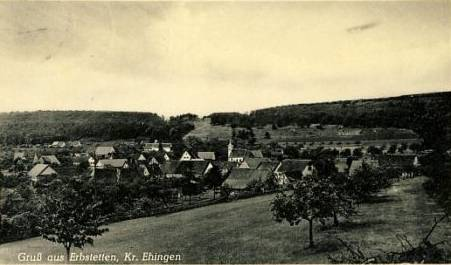
Alte Ansicht von Erbstetten

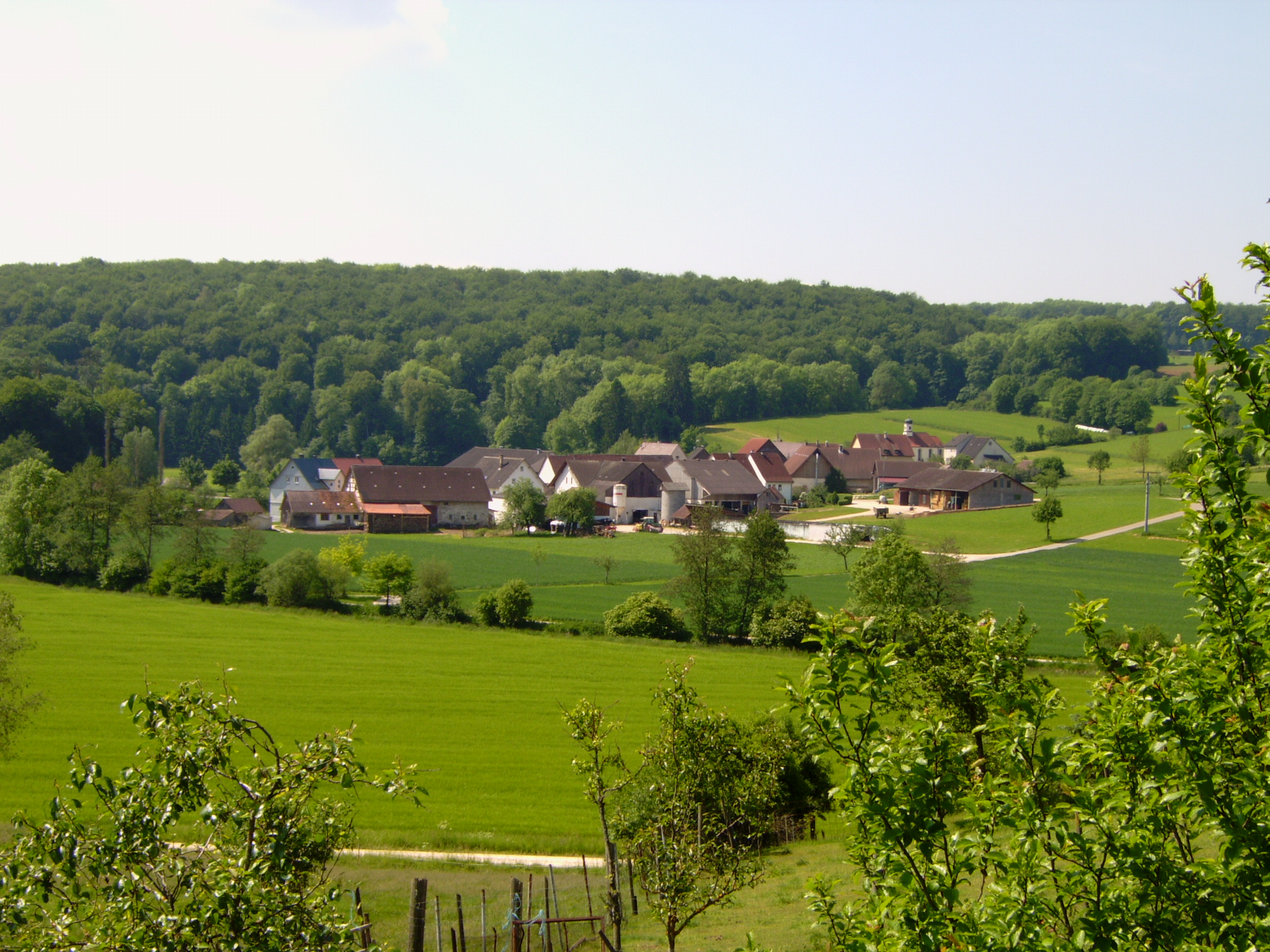
Unterwilzingen

Erbstetten ist der südwestlichste Teilort von Ehingen an der Donau und grenzt an den Landkreis Reutlingen.
Der Stadtteil Erbstetten liegt am Südostrand der Schwäbischen Alb nördlich des Großen Lautertals auf 604 m ü. NN und ist fast völlig von Wald umgeben.
Das schon vor der Gemeindereform zu Erbstetten gehörende Unterwilzingen liegt 1,5 Kilometer südlich im landschaftlich schönsten Bereich des Großen Lautertals, das hier nur von der Kreisstraße K 7337 durchquert wird.
Ein Kilometer ostwärts von Erbstetten liegt der Weiler Vogelhof auf der Hochfläche.

### Nachbarorte
Folgende Orte und Gemeinden grenzen an Erbstetten. Sie werden im Uhrzeigersinn beginnend im Norden genannt und gehören, soweit nicht anders genannt, zu Ehingen:
Granheim, Mundingen, Reichenstein (Gemeinde Lauterach), Oberwilzingen (Gemeinde Hayingen), Hayingen (Landkreis Reutlingen), Anhausen (Gemeinde Hayingen).

### Weitere Ortsdaten
Erbstetten erstreckt sich über eine Fläche von 10,76 km². Ortsvorsteher ist Martin Willbold (Stand: 2024).

## Geschichte

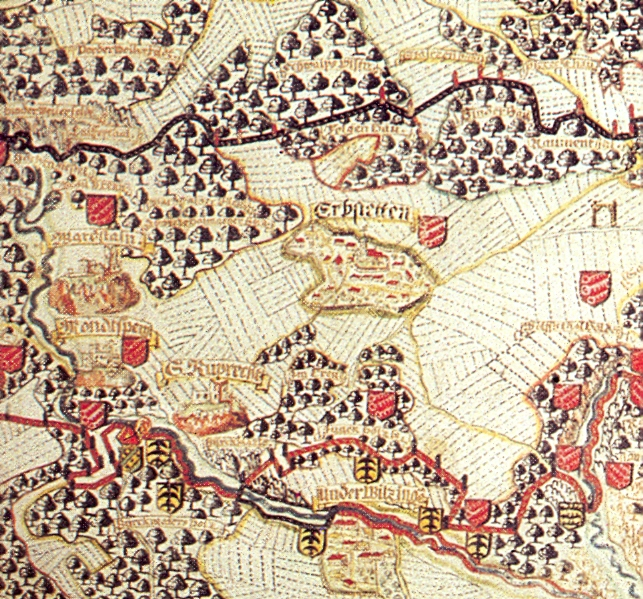
Erbstetten und Unterwilzingen auf einer Karte von 1721

Die Erbstetten und Unterwilzingen haben erst seit 1825 eine gemeinsame Geschichte.
Erbstetten ist als „Erfstetim“ erstmals in einer Schenkungsurkunde vom 23. Oktober 805 erwähnt. Wago und Chadaloh I., Söhne des Grafen Perahtold, schenkten Güter in der Alaholfsbaar, darunter „in Erfstetim cum omni marca sua, id est et illam terrem in suprior Wilzinga et inferiori“ dem Kloster St. Gallen. Dieser Ortsname geht auf den Personennamen Erph zurück und ist als „Siedlung des Erph“ zu verstehen. Demzufolge dürfte Erbstetten im Zuge des älteren Landesausbaues – also um 800 – entstanden sein. Erfstetim war um 854 Teil der Swerzenhuntare.
Erst mit den Grafen von Wartstein gibt es wieder Nachweise. 1143 ist ein Rapoto (Sohn des Grafen Heinrich I. von Berg und Adelheids von Mochental) nachgewiesen, der sich nach der für ihn oder von ihm gebauten Burg Wartstein nannte. 1392 verkaufte Graf Heinrich Grafschaft und Burg an die Herzöge Friedrich, Stephan und Johann von Bayern. Diese verpfändeten bereits 1394 den Besitz um 600 fl an Walter von Königsegg, die Familie ist dort bis 1461 nachzuweisen. Erbstetten scheint um 1481 bei kriegerischen Auseinandersetzungen schwer verwüstet worden zu sein, da im Frühjahr 1482 Herzog Albrecht IV. von Bayern fünf Höfe und drei Selden als Lehen vergab mit der Auflage, innerhalb eines Jahres die notwendige Behausung und einen Stadel auf der Hofstatt zu bauen. Die in der Nähe liegende Burg Monsberg kam zwischen 1486 und 1489 in den Besitz eines Hans Speth von Ehestetten.

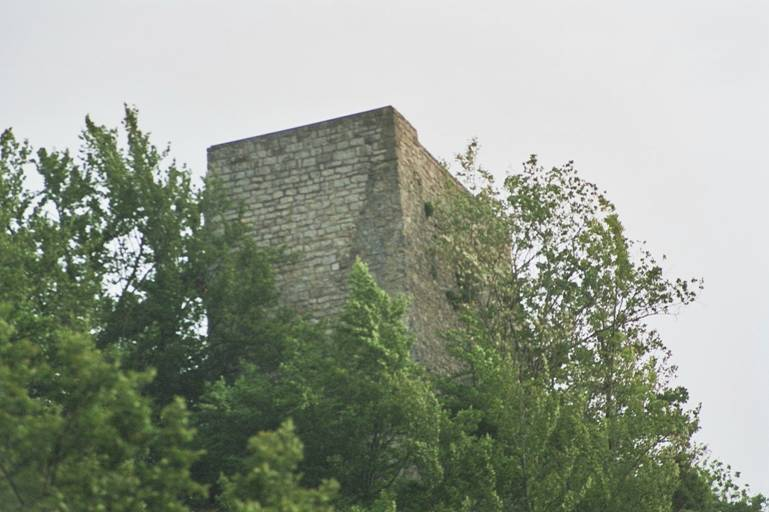
Ruine Wartstein im Lautertal

1495 wurden bei einer Fehde die Burg Wartstein und der Ort Erbstetten durch Hans Speth zerstört. Im Gegenzug zerstörten die Bayern die Burg Monsberg. Beide Burgen wurden nicht wieder aufgebaut, Erbstetten blieb längere Zeit wüst. 1504 übertrug Herzog Albrecht von Bayern das Lehen Wartstein an Graf Eitelfried von Zollern, der wohl den Wiederaufbau Erbstettens einleitete. Bereits 1505 gab es dort wieder einen Pfarrer. 1507/1508 trat Eitelfriedrich Erbstetten im Tausch gegen Teile Ringingens an Hans Speth, Sohn des oben genannten, ab. Bis zum Reichsdeputationshauptschluss blieb Erbstetten im Besitz der Reichsritter Speth zu Schülzburg im Ritterkanton Donau. Die Höfe wurden 1523 als Erblehen vergeben mit dem Recht, jeder Lehensträger erhalte das notwendige Bau- und Brennholz aus den Wäldern des Lehnsherrn. Dieses Recht wurde 1817 abgegolten, indem Johann Baptist von Speth 610½ Morgen Wald an die Gemeinde abtrat. 1805 kam der Ort zum Königreich Württemberg, dort zum Oberamt Münsingen.
Unterwilzingen ist wohl noch älter. Der Name ist abgeleitet von Wilzo, die Endung -ingen weist auf die ältere Besiedlung um 500 hin. Zunächst gehörte der Weiler zum Lehen Wartstein, allerdings erhielt das Kloster Zwiefalten schon bald nach seiner Gründung mehrere Schenkungen, andere Teile des Weilers gehörte zur Burg Rechtenstein. 1825 kam Unterwilzingen zur Gemeinde Erbstetten.
1842 bestand die Gemeinde Erbstetten aus 20 Höfen und 10 Selden. Bis 1848 waren alle Gefälle abgelöst. 1907 gab es 37 landwirtschaftliche Betriebe, zwei Gast- und eine Schankwirtschaft.
1938 kam Erbstetten zum damaligen Landkreis Ehingen.
Am 18. März 1944 kurz vor 15:00 Uhr stürzte der US-amerikanische Bomber B-17G „Fortress“ (Kenn-Nr. 42-37832, „Casa de Embrigados“) rund einen Kilometer südlich Erbstetten ab. Fünf Besatzungsmitglieder konnten noch rechtzeitig abspringen, kurz vor dem Aufprall der Maschine sprangen weitere drei Mann aus dem Flugzeug, deren Fallschirme sich aber wegen der geringen Höhe nicht mehr öffneten. In Unterwilzingen und Erbstetten hatten viele Leute das letzte Stück des Fluges verfolgt und eilten sofort zur Absturzstelle, wo sie noch einen Verwundeten aus dem brennenden Flugzeug retten konnten. Hinter der Sakristei befindet sich an der Kirche ein großes Holzkreuz, das ursprünglich am Grab der abgestürzten amerikanischen Flieger stand. 2000 wurde es renoviert und hier als Mahnmal für die Opfer des Luftkrieges wieder aufgerichtet.

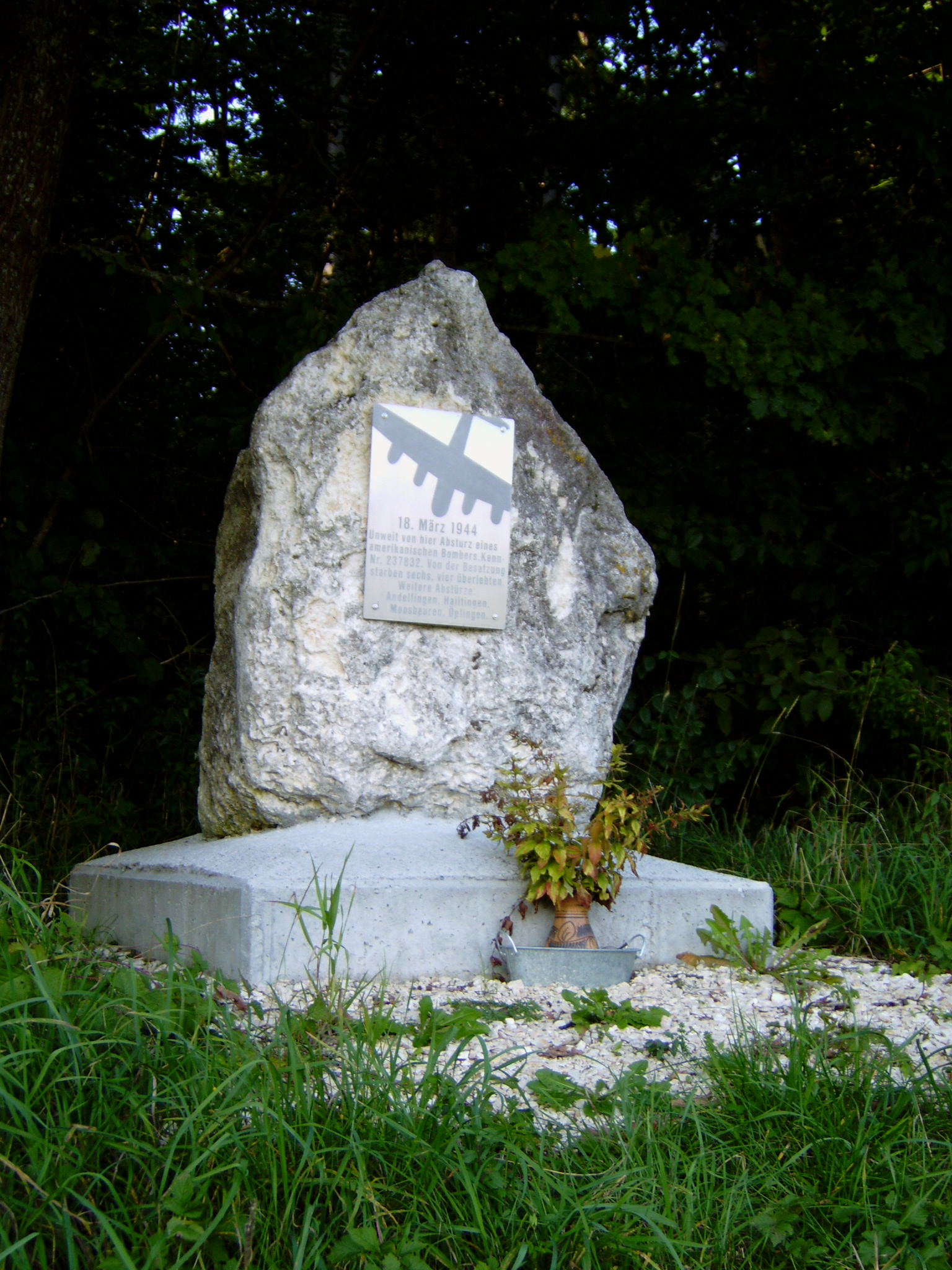
Gedenkstein Flugzeugabsturz
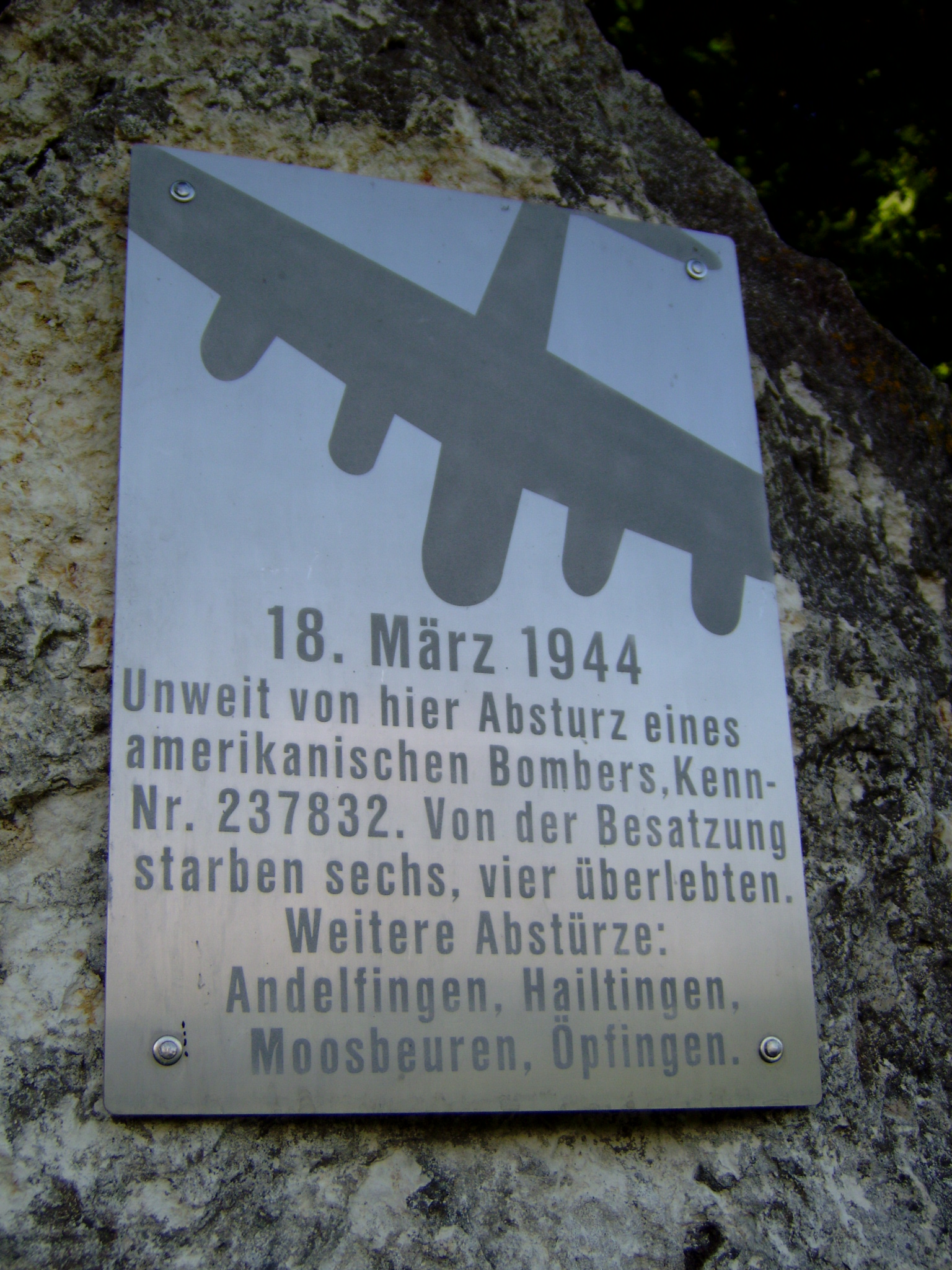
Inschrift auf dem Gedenkstein
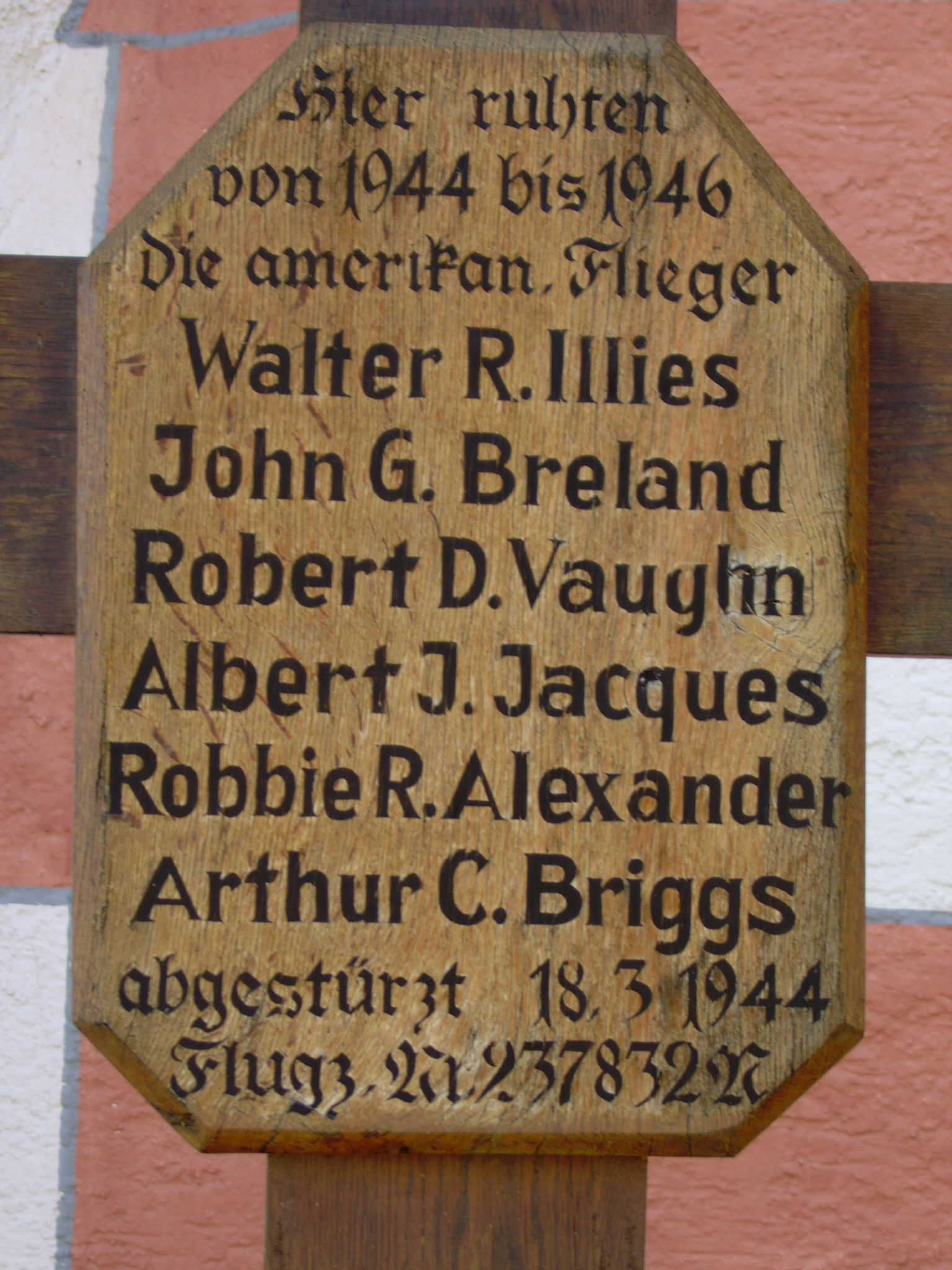
Alte Inschrift Gedenkkreuz Flugzeugabsturz 1944

### Eingemeindung
Am 1. Dezember 1973 wurde die bis dahin selbständige Gemeinde Erbstetten im Rahmen der kommunalen Gebietsreform auf Beschluss des Erbstettener Gemeinderates in die Stadt Ehingen eingemeindet und ist seitdem ein Teilort von Ehingen.

### Logo

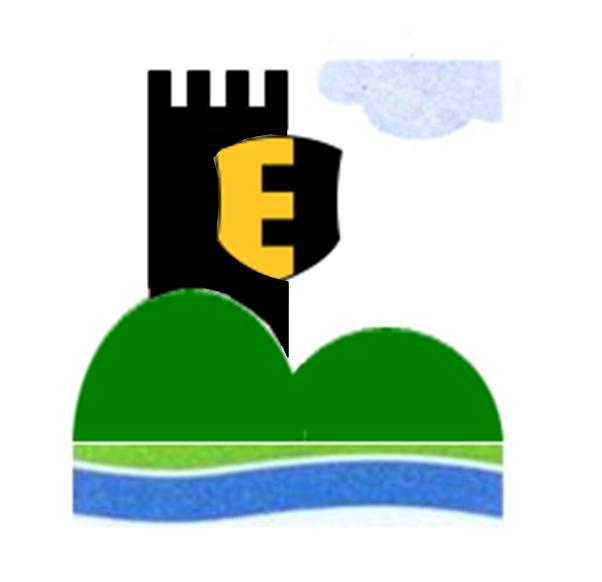
Logo von Erbstetten

Da die ehemals selbständige Gemeinde kein Wappen führte, kann Erbstetten nach der Gemeindeordnung für Baden-Württemberg heute kein neues Wappen verliehen werden. Der Ortschaftsrat beschloss daher im Dezember 2010 ein Logo. Es ist an das Logo der Stadt Ehingen angeglichen und zeigt neben dem stilisierten Turm der Ruine Wartstein über dem Großen Lautertal das Wappen der Grafen von Wartstein.

### Einwohnerentwicklung
- 1825: 186 Einwohner
- 31. Dezember 2009: 207 Einwohner
- 31. Dezember 2010: 204 Einwohner
- 31. Dezember 2011: 194 Einwohner
- 31. Dezember 2012: 198 Einwohner
- 31. Dezember 2013: 198 Einwohner
- 31. Dezember 2014: 192 Einwohner
- 31. Dezember 2015: 187 Einwohner (+ 21 Asylbewerber in einer Unterkunft des Landkreises)
- 31. Dezember 2016: 183 Einwohner (+ 19 Asylbewerber in einer Unterkunft des Landkreises)

## Politik

### Ortschaftsrat
Dem Ortschaftsrat gehören nach der Kommunalwahl vom 9. Juni 2024 mit dem Ortsvorsteher als Vorsitzenden acht Mitglieder an.
| Partei      | Stimmen | Sitze |
| Bürgerliste | 97,59 % | 8     |

## Kultur und Sehenswürdigkeiten

### Museen
Im Museum „Pfarrer Dr.Walz-Saal“ im ehemaligen Pfarrhaus sind unter anderem der alte Altar der Kirche sowie Geräte von Dr. med. Walz, der Pfarrer in Erbstetten war, zu sehen.

### Bauwerke

#### Kirche St. Stefanus

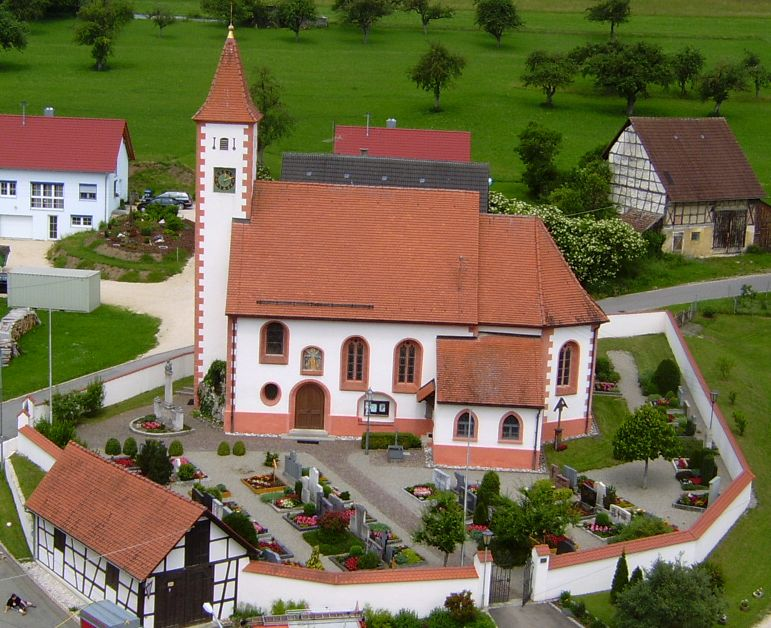
Kirche Erbstetten

Die Kirche wurde im 16. Jahrhundert auf den Fundamenten einer wesentlich größeren romanischen dreischiffigen Vorgängerkirche (bereits 1208 erwähnt) erbaut. Diese war so groß, weil die Burgen Schülzburg, Wartstein, Monsberg und (inzwischen abgegangene) umliegende Dörfer „eingepfarrt“ waren. Sie wurde wohl 1485 mit der Ortschaft zerstört.
Für eine kleine Dorfkirche ist die heutige Kirche fast „übermäßig“ künstlerisch ausgestaltet. Die Fresken, aus dem ausgehenden 16. Jahrhundert von hoher Qualität und mit oberitalienischem Einschlag, wurden bei der Renovierung 1978/79 freigelegt. Lebensgroß dargestellte Apostel stehen auf einem Schriftzug, der das Apostolische Glaubensbekenntnis wiedergibt. Am Anfang des Schriftzuges (unter St. Petrus auf der Empore) ist auch der Schreiber genannt: „Martinus Gerthauer, Schreiber zu Schilzburg“. Über den vier Fenstern des Schiffes die vier Evangelisten, die symbolisch durch ihr Wort Licht in die Kirche bringen. In der Mitte der Nordseite ist Christus als Weltenrichter dargestellt, darunter kniend der Stifter mit (nicht erhaltenem) Spruchband, wohl einer der Prälaten aus Zwiefalten oder Obermarchtal. Am Chorbogen das Jüngste Gericht: links die Gerechten, die von Engeln aus den Gräbern zu Christus geführt werden, den man sich am Chorbogenabschluss vorstellen muss (nicht erhalten), rechts die die Verdammten, die von Teufeln in den Höllenrachen gezerrt werden. Auf der linken Seite des Chorraumes ist ein gemalter gotischer Altar zu sehen, der einst in einer Nische den Tabernakel barg.
Die Pietà auf dem Hochaltar stammt noch aus der Vorgängerkirche und entstand um das Jahr 1420, der Taufstein ist aus dem Jahr 1591, dem Ende der Bauzeit.
Die Fresken der Chorrückwand, der beiden Seitennischen (links: Die Anbetung der Weisen aus dem Morgenland, rechts: Taufe Jesu) und das Deckengemälde (Martyrium des Hl. Stephanus) im Schiff stammen von Prof. Johannes Wohlfart aus Rottenburg, der 1943 in der Kirche arbeitete. Von ihm ist auch das Bild außen über dem Seiteneingang (Schutzmantelmadonna).

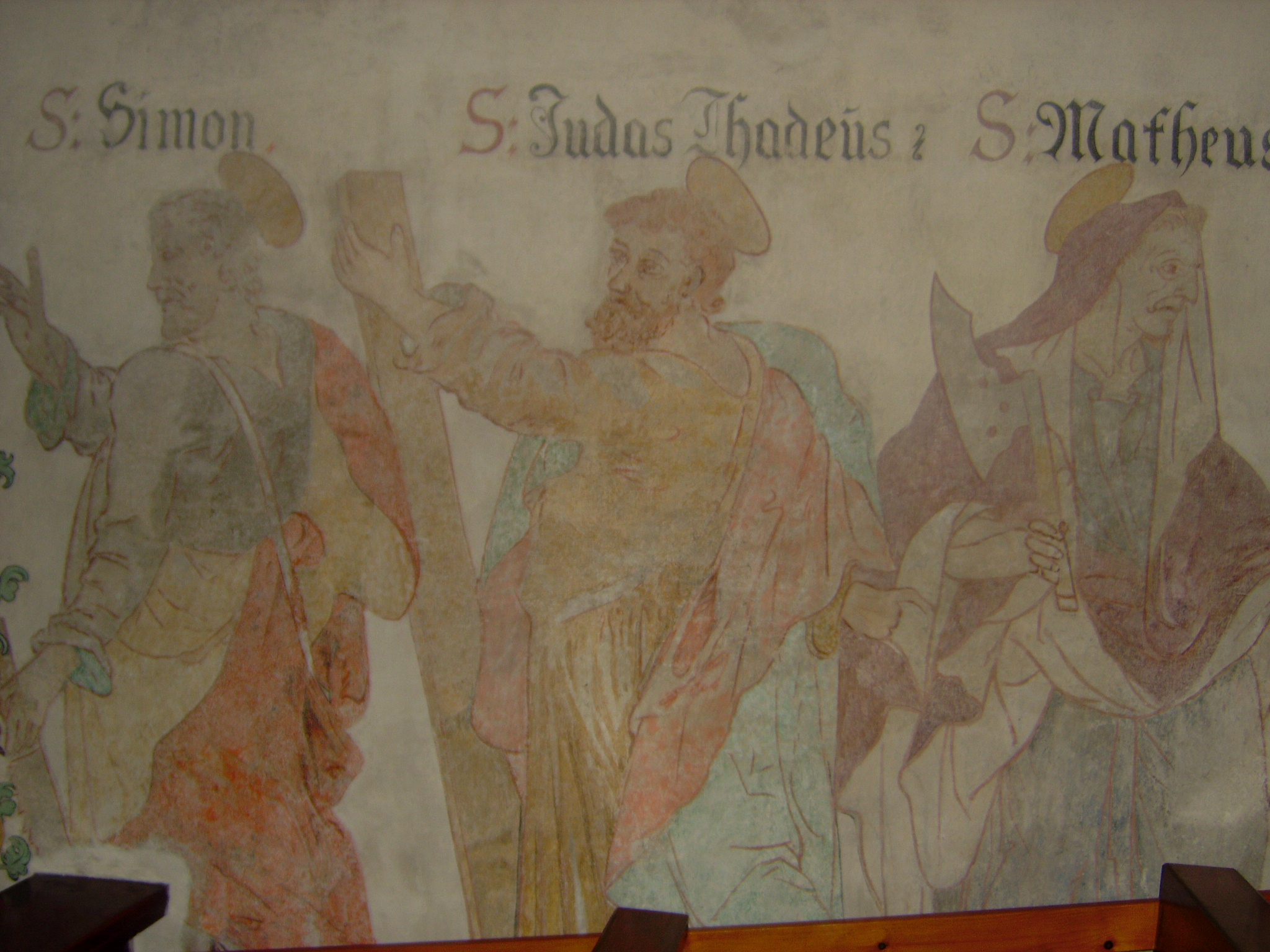
Fresko
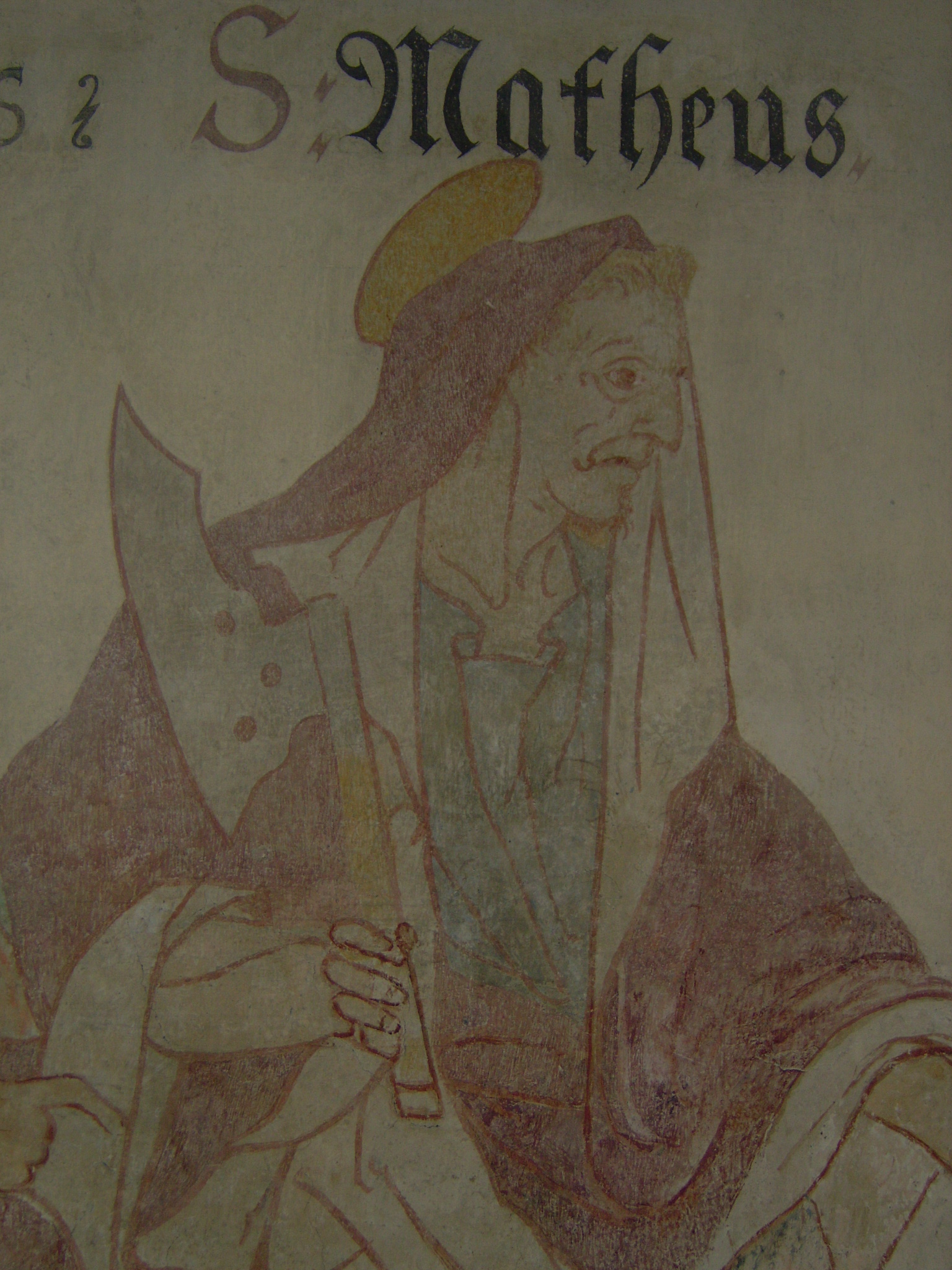
Fresko Apostel Mathäus
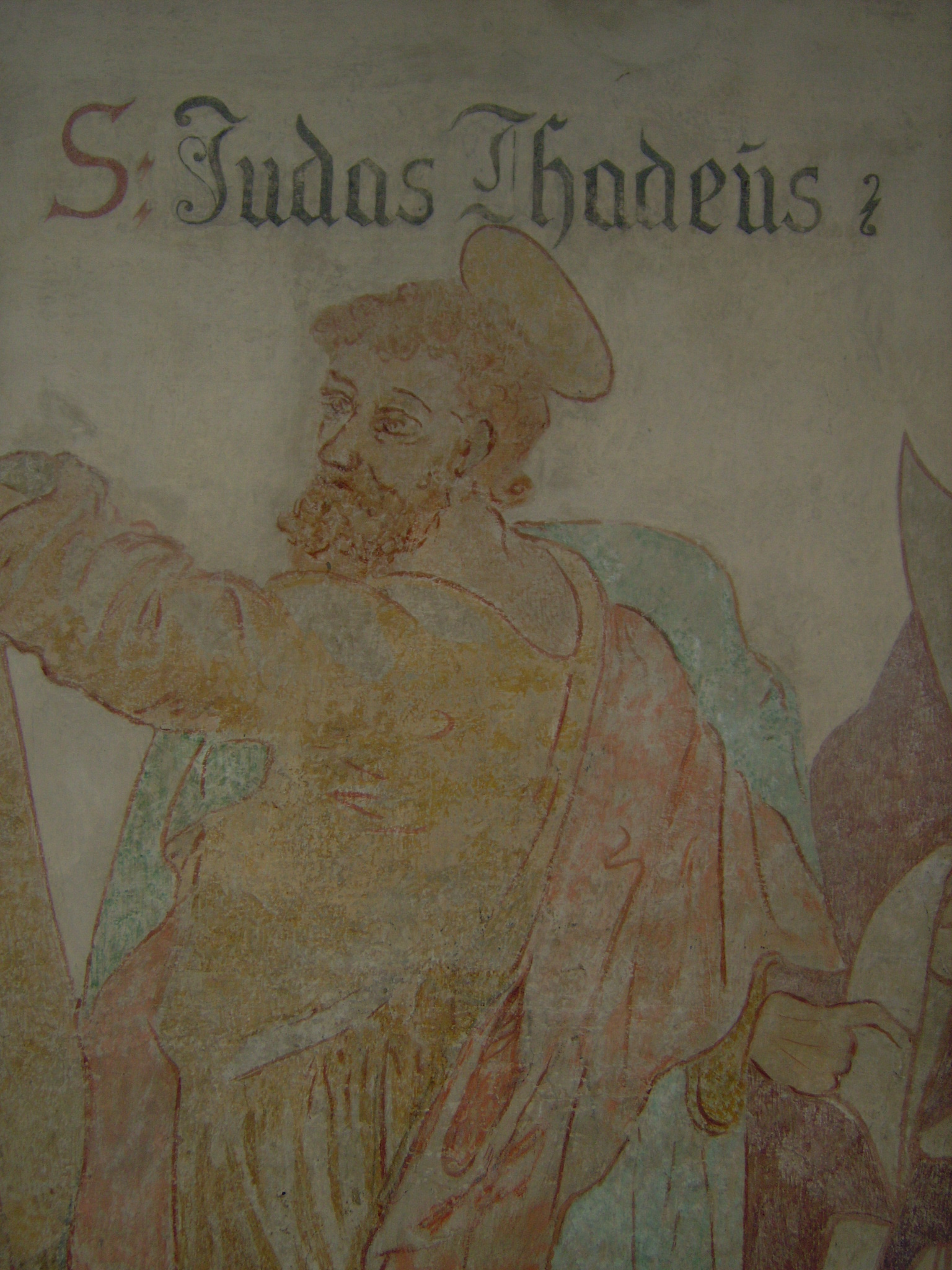
Fresko Apostel Judas Thaddäus
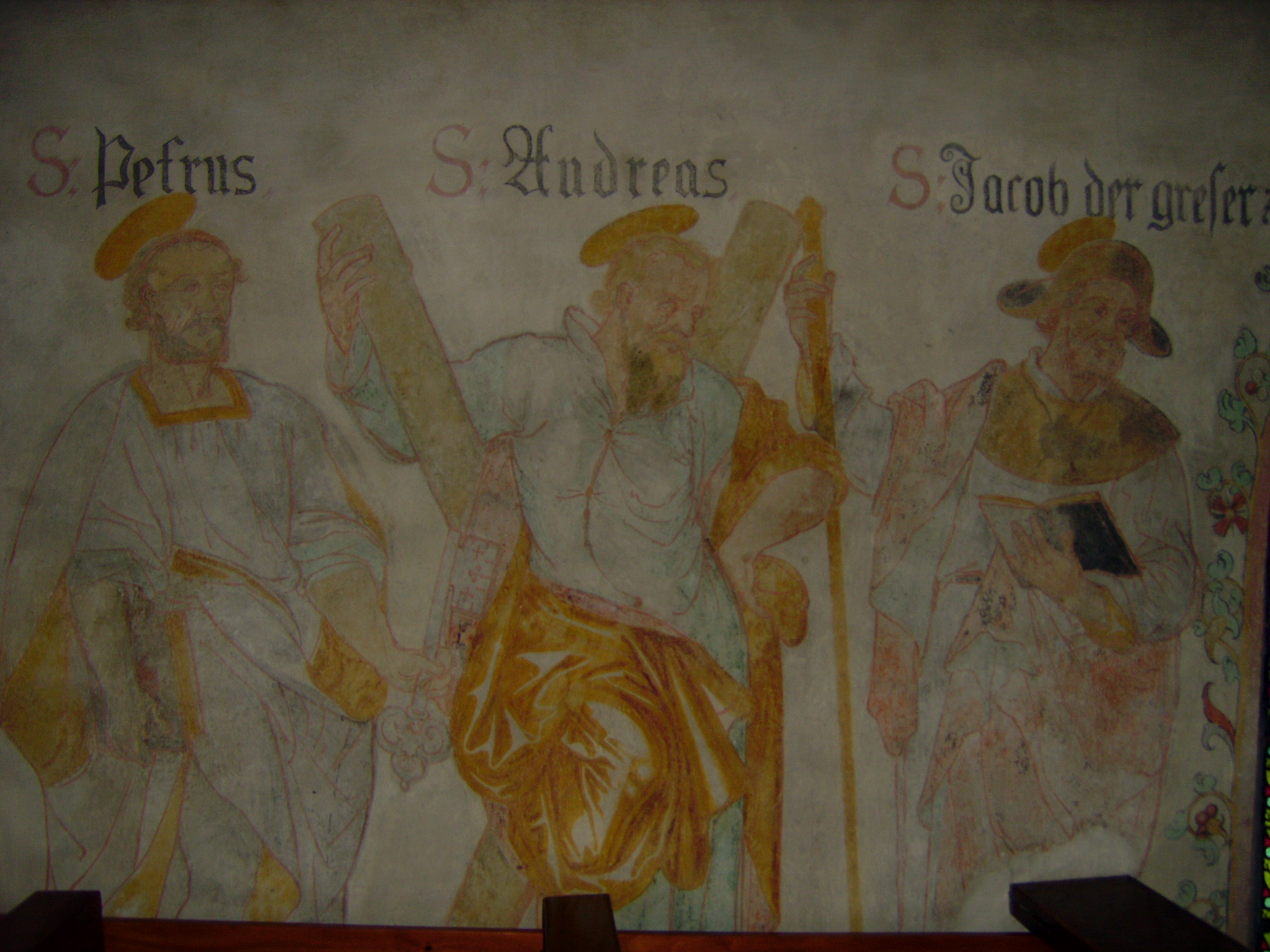
Fresko
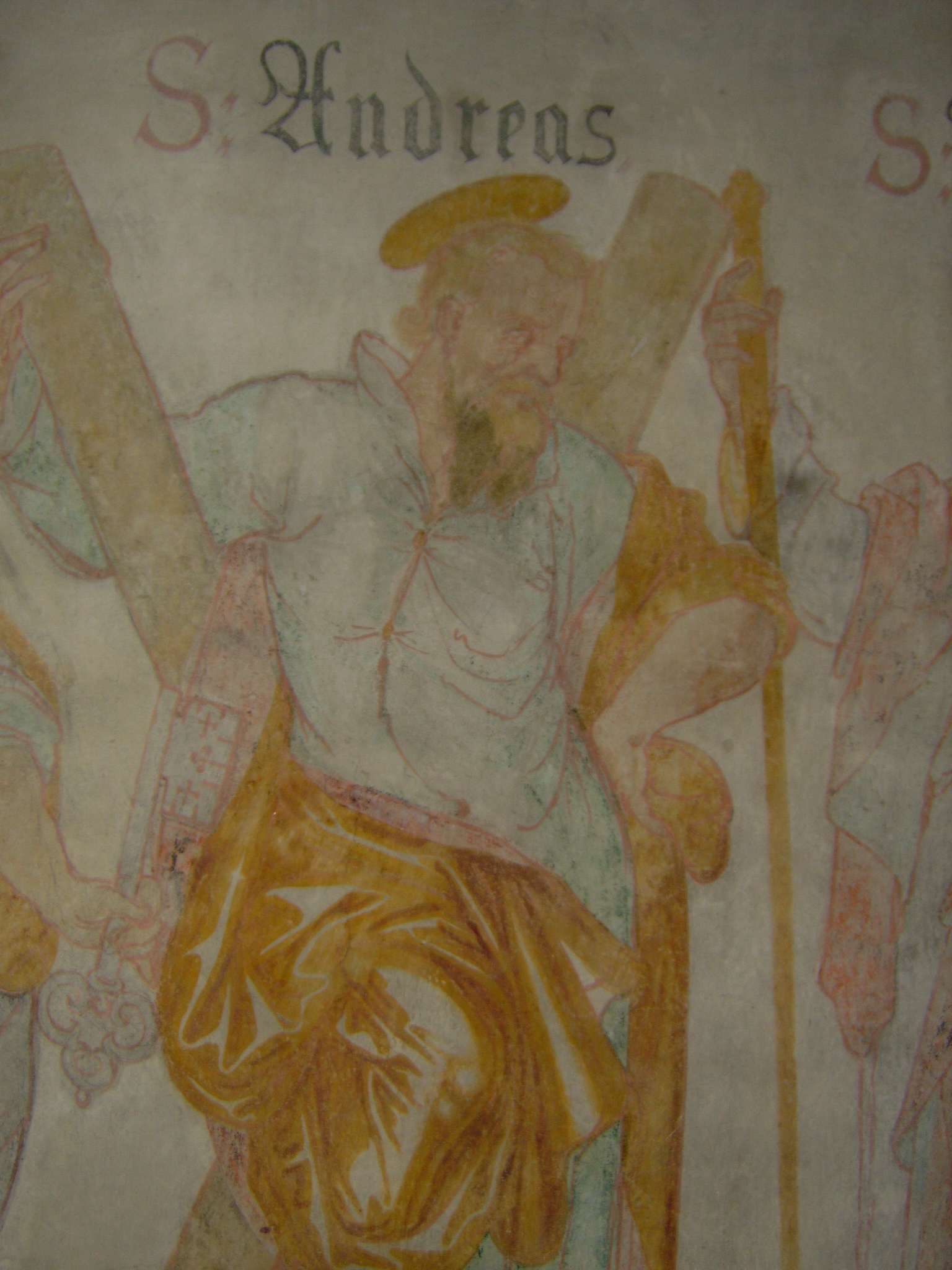
Fresko Apostel Andreas
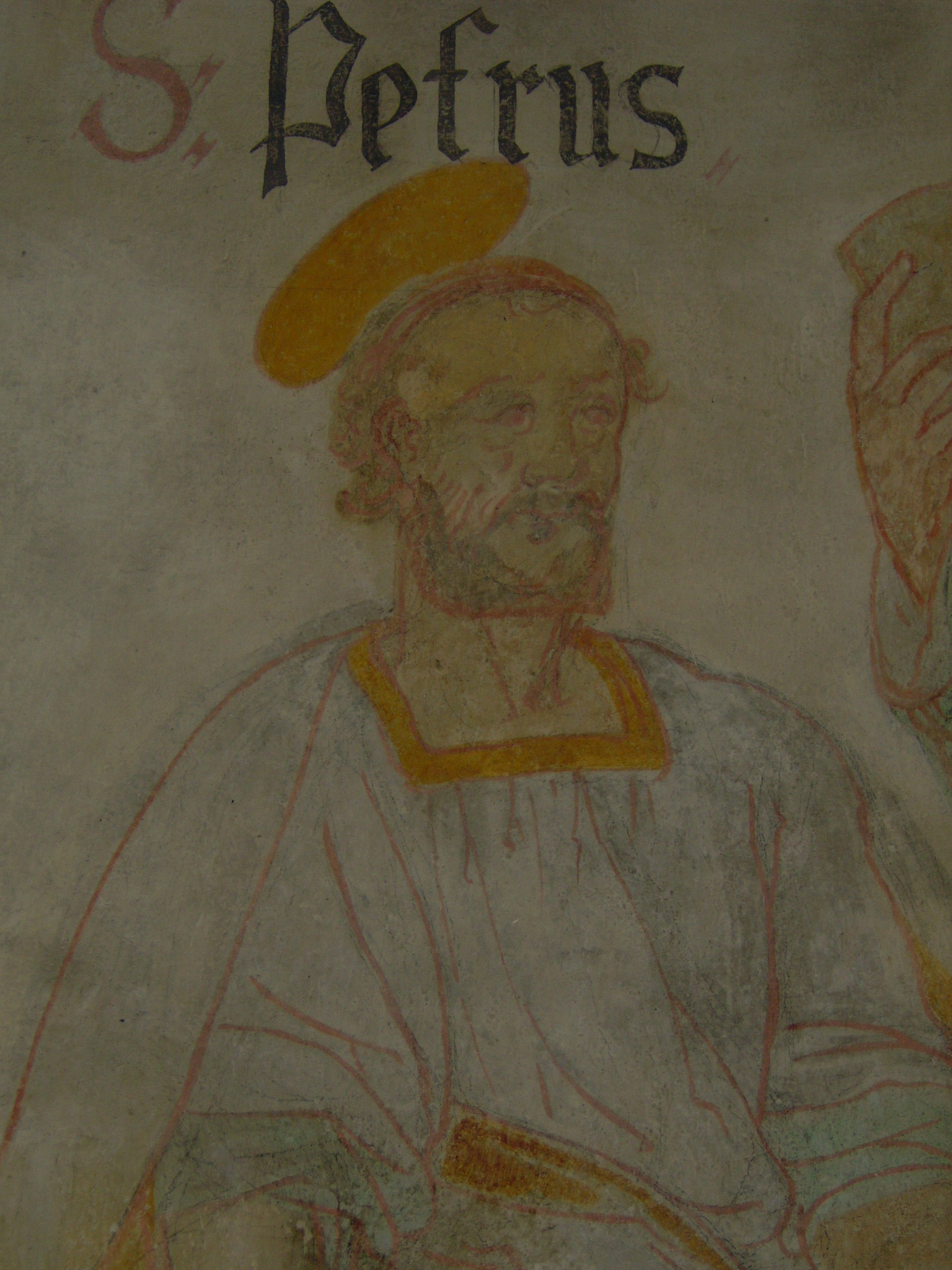
Fresko Apostel Petrus
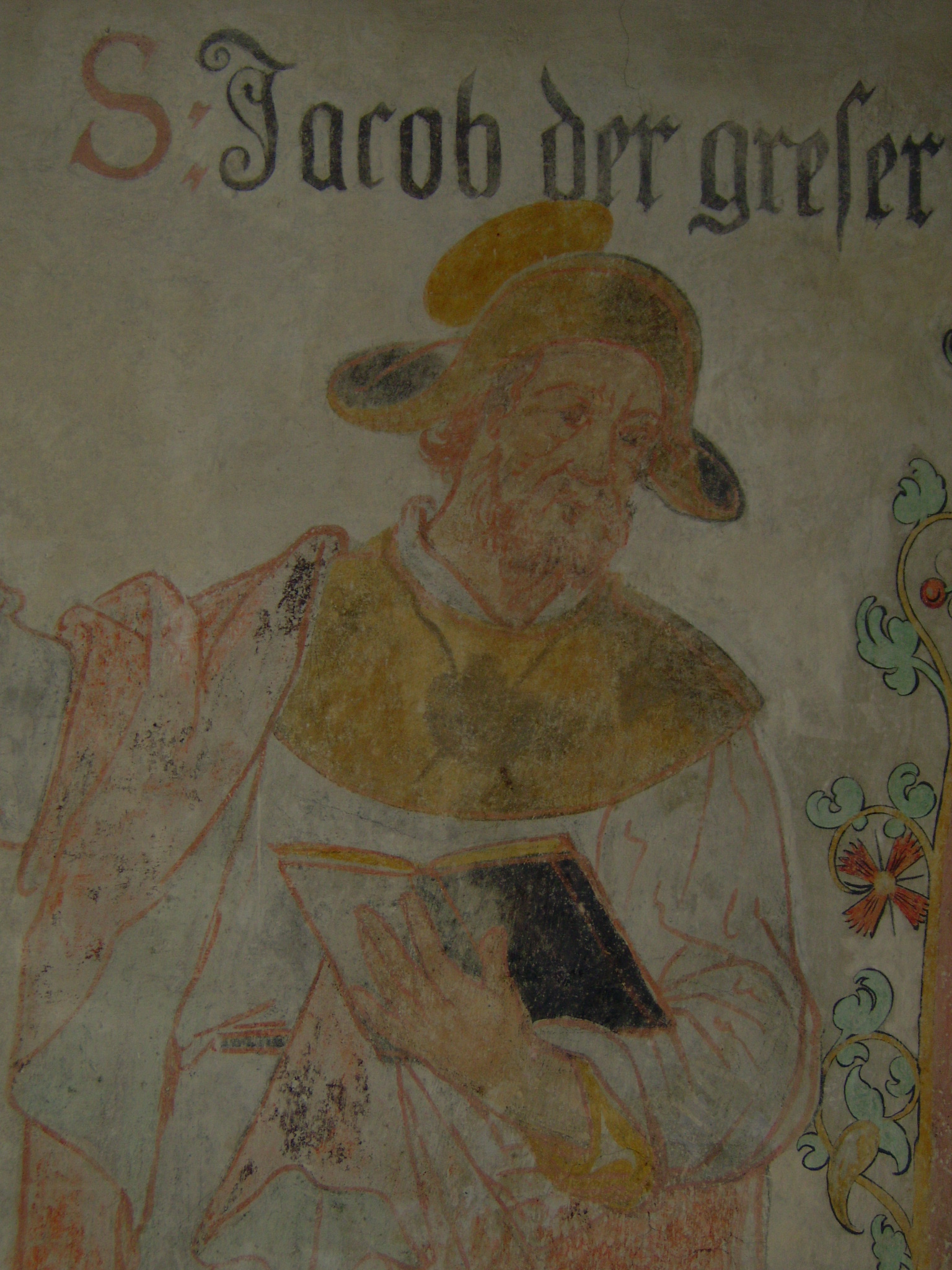
Fresko Apostel Jakobus der Ältere
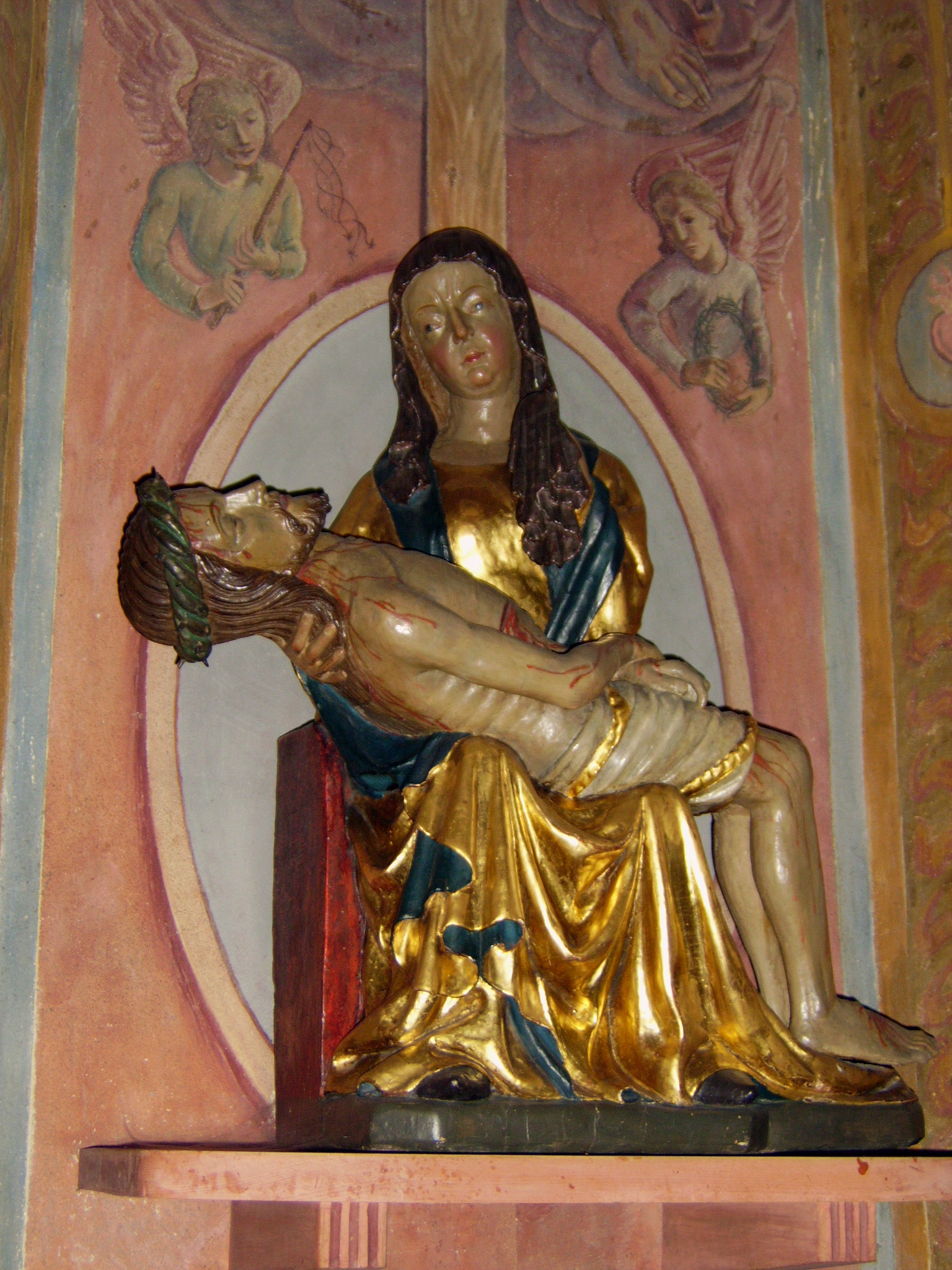
Pietà
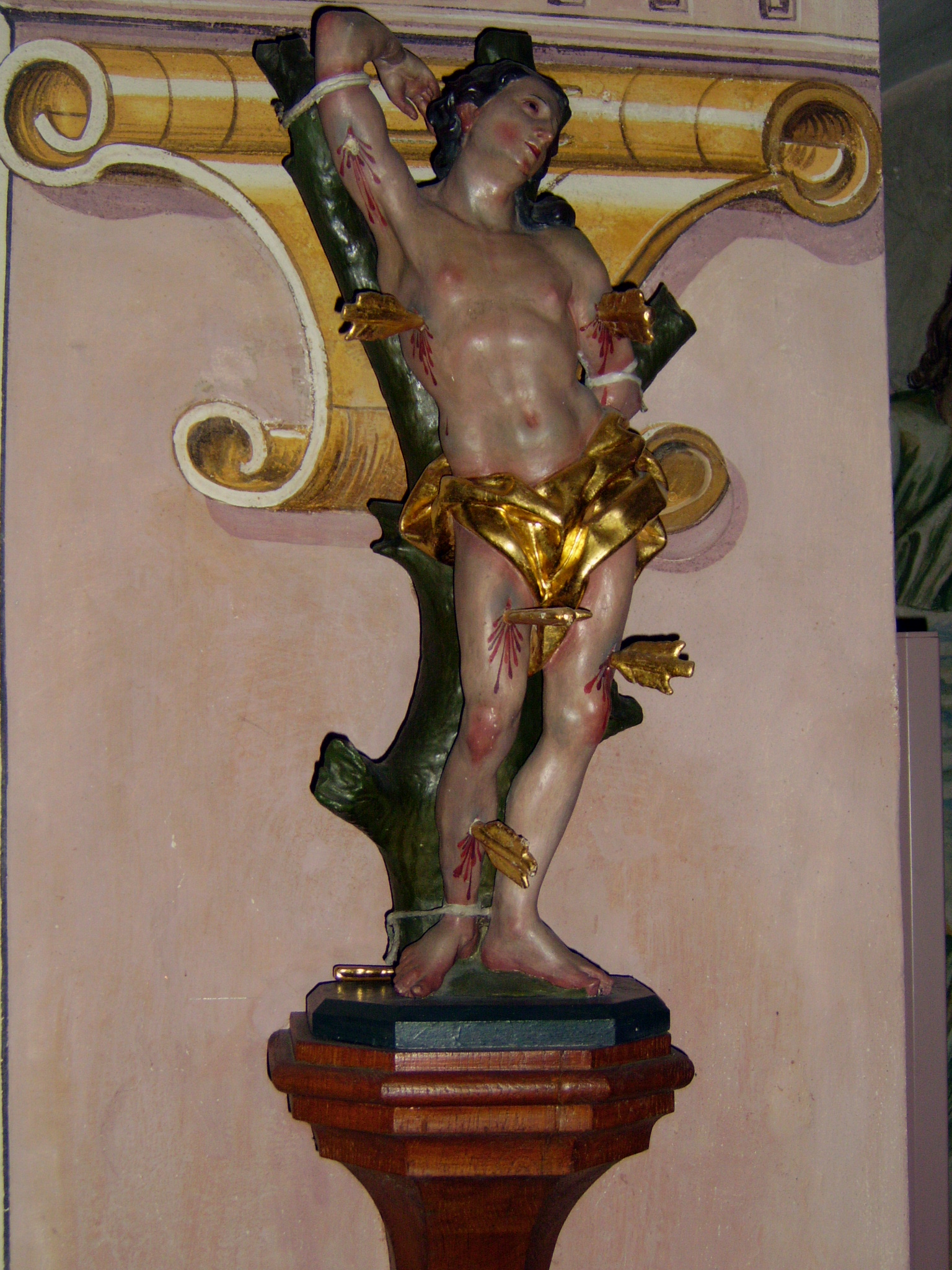
St. Stefanus
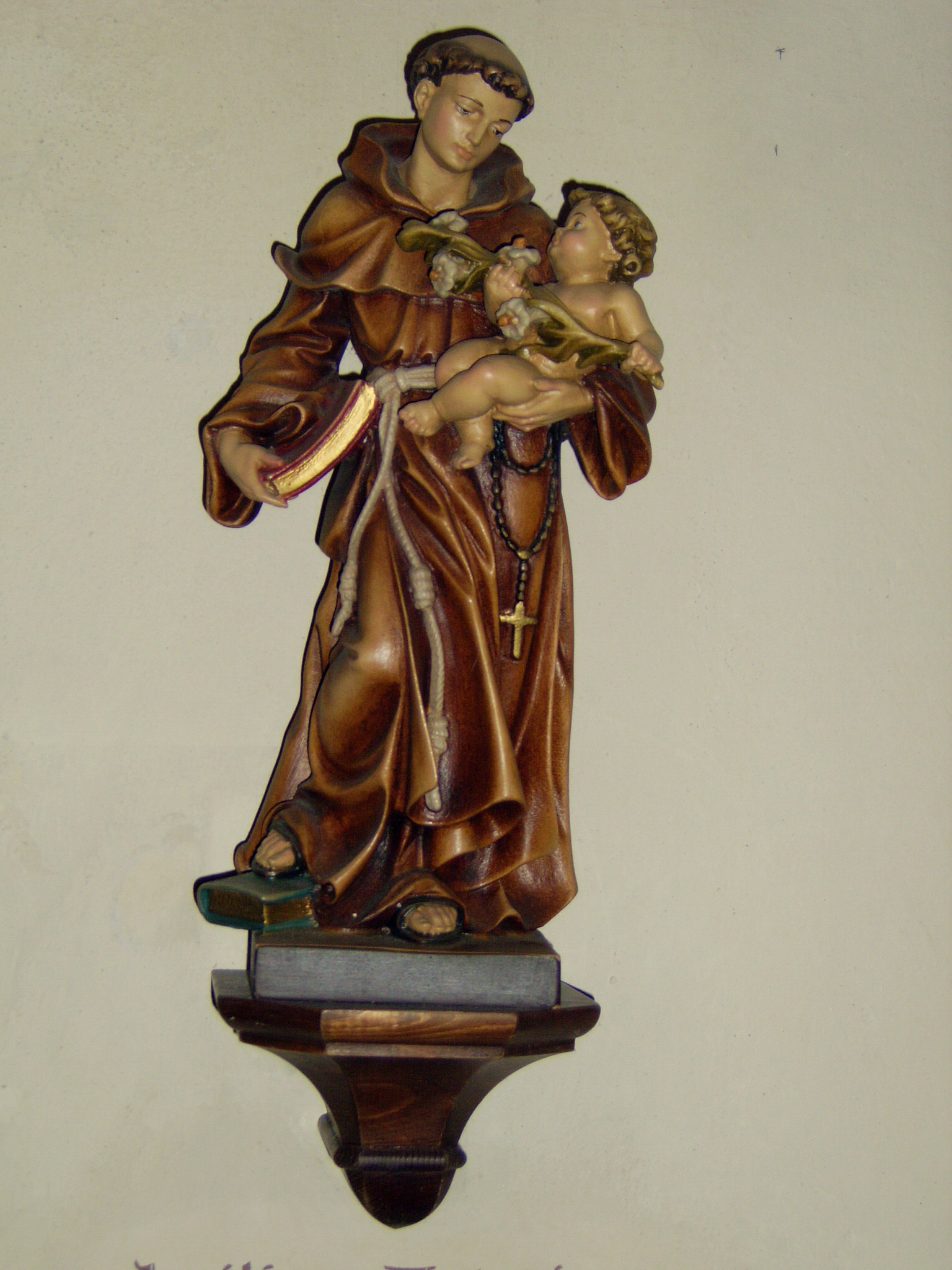
St. Konrad
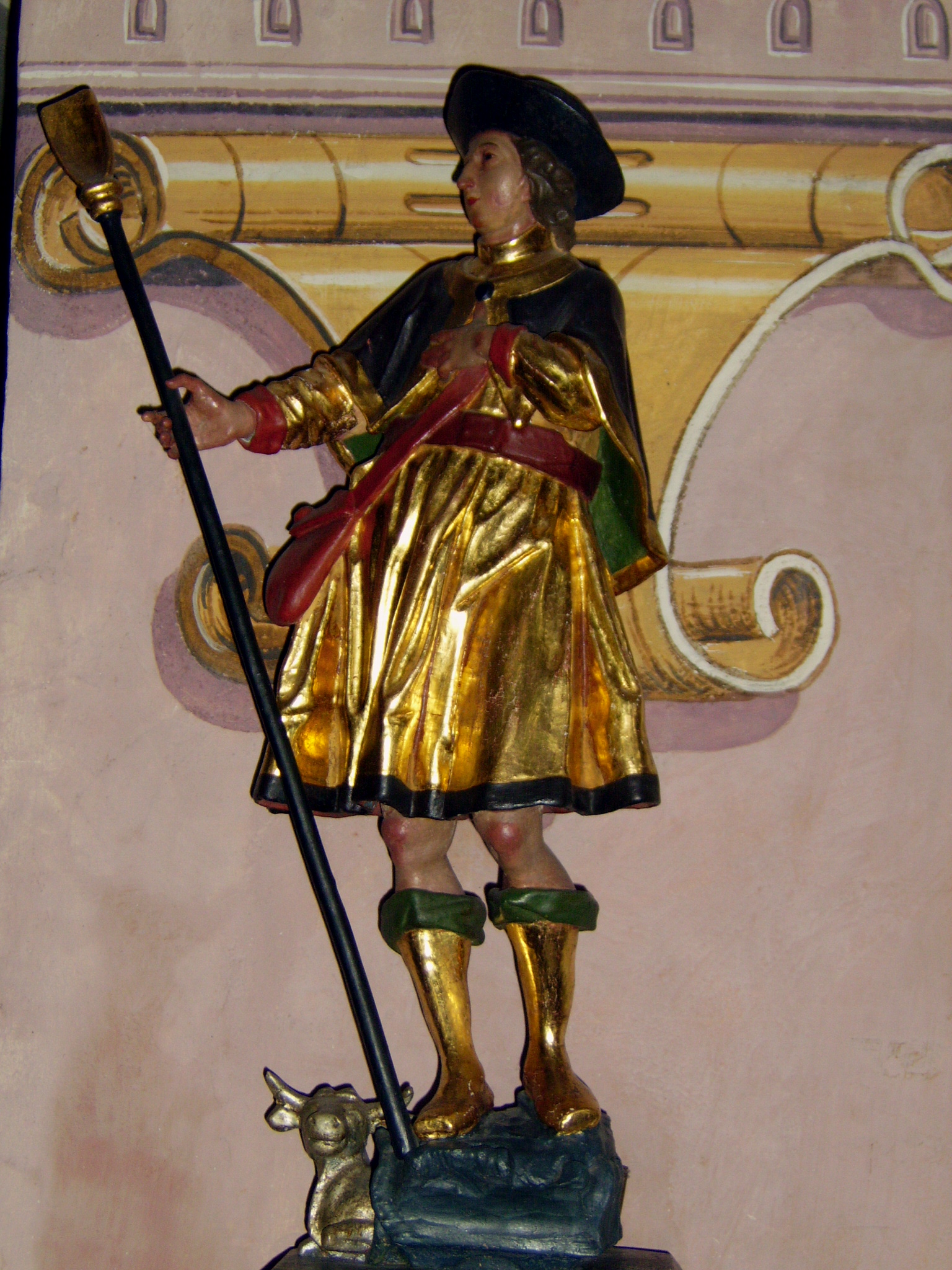
St. Wendelin
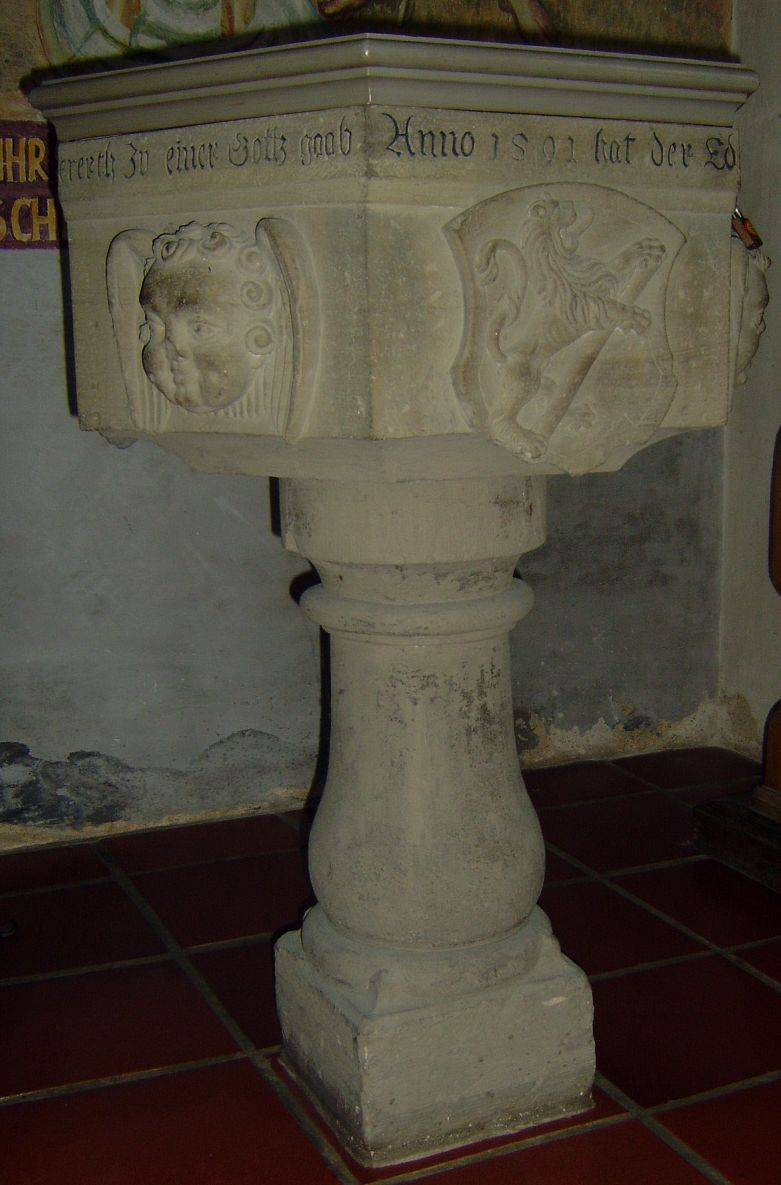
Taufstein von 1591

#### Filialkapelle St. Georg
Die Filialkapelle St. Georg in Unterwilzingen wurde 1908 erbaut unter Einbeziehung des Altbaus von 1724.

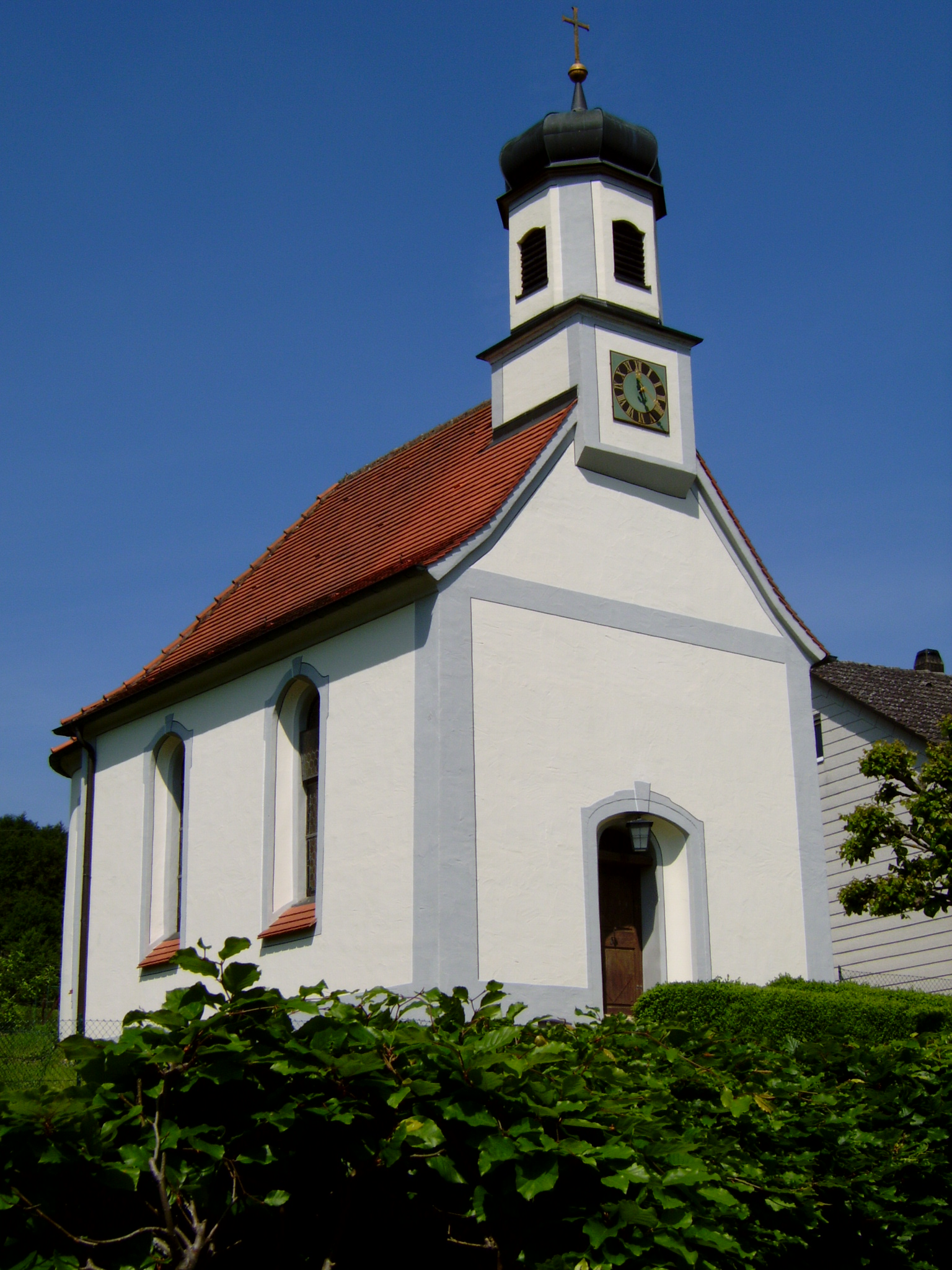
Kapelle St. Georg Unterwilzingen
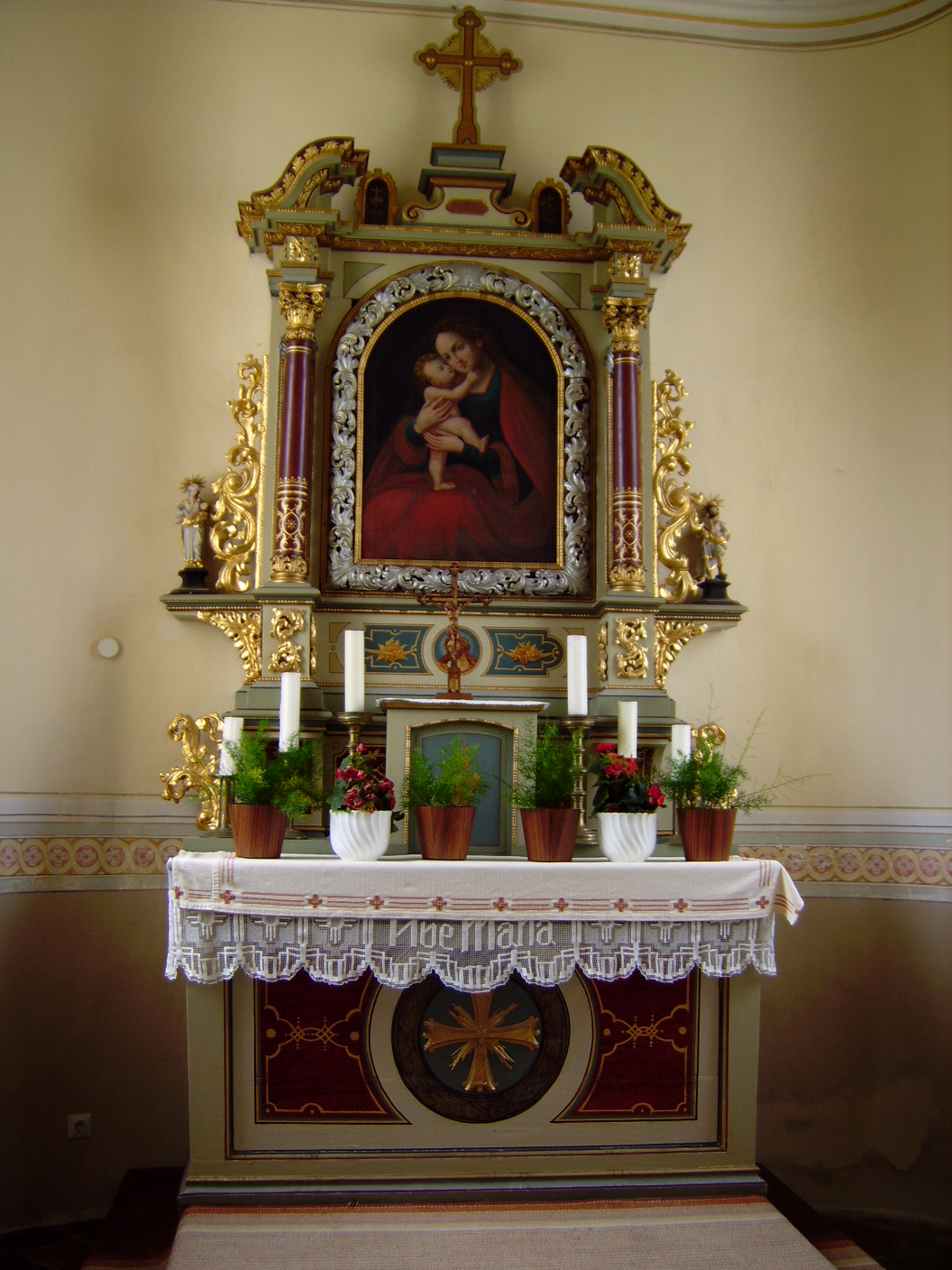
Kapelle St. Georg Unterwilzingen, Altar
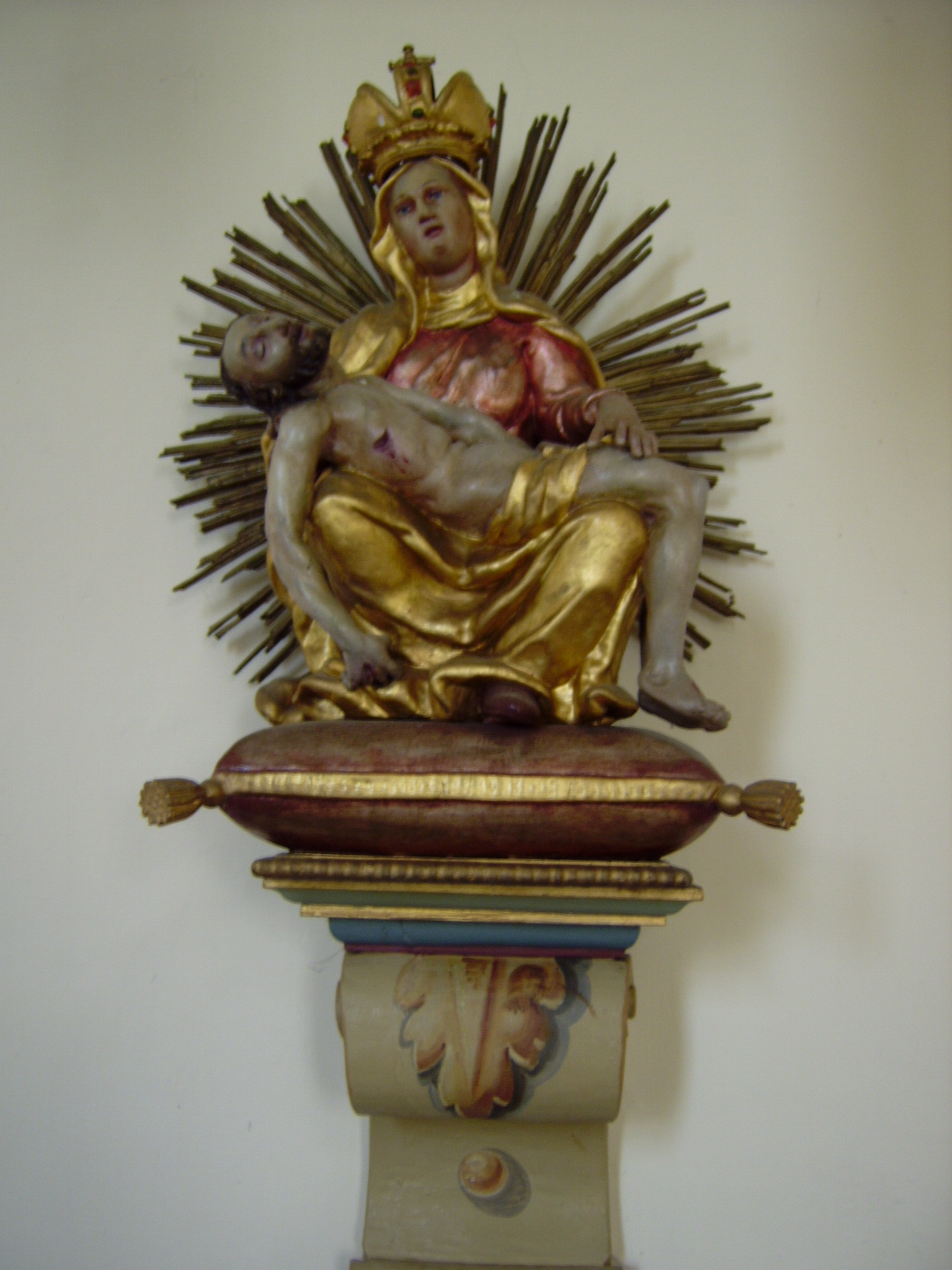
Kapelle St. Georg Unterwilzingen, kleine Pièta
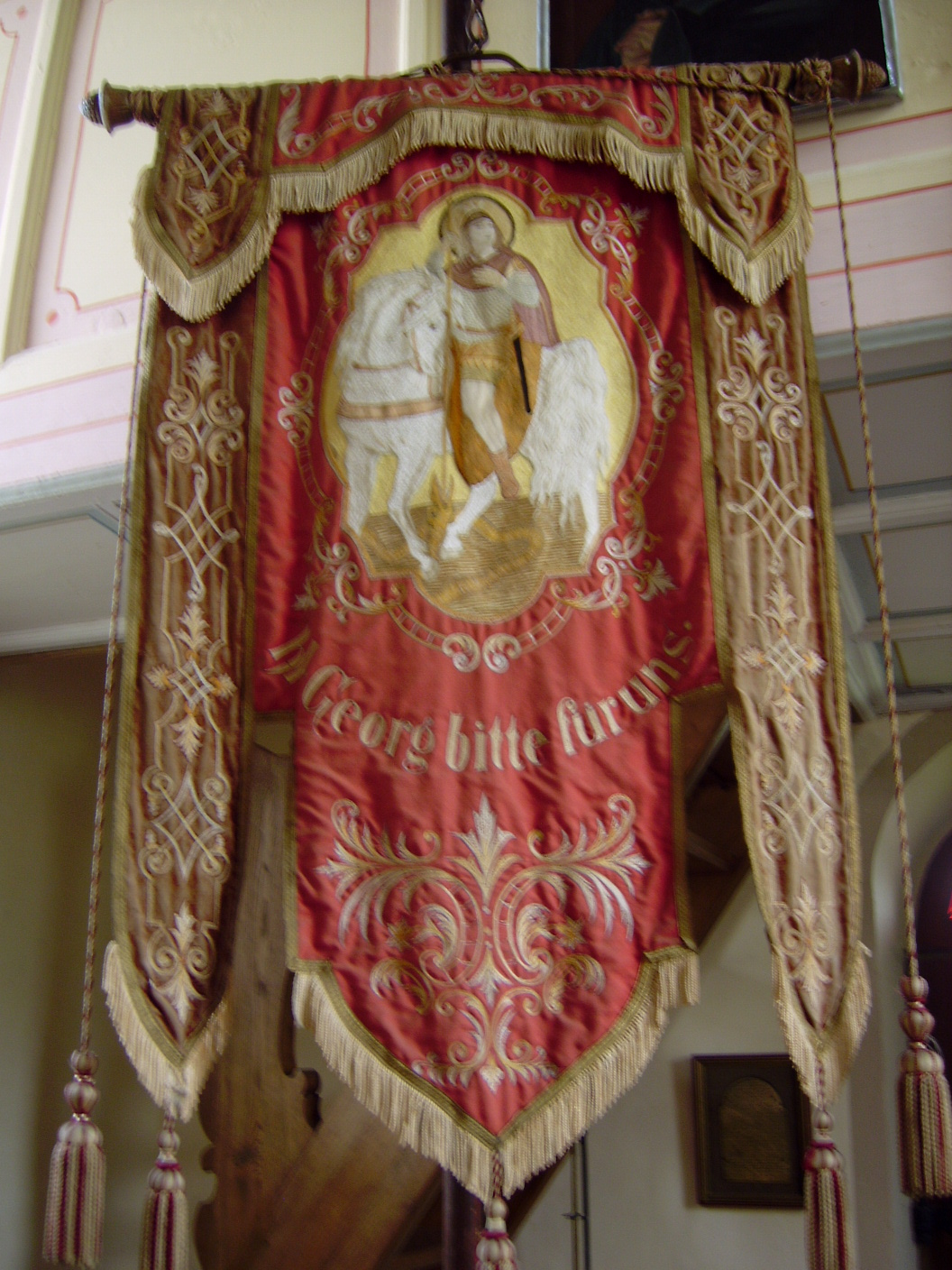
Kapelle St. Georg Unterwilzingen, Fahne

#### Sonstige
Das gegenüber der Kirche stehende ehemalige Pfarrhaus aus der gleichen Zeit wie die Kirche St. Stefanus erhielt um 1600 die gemalte Renaissance-Fassade und die Fensterummalungen.
In der Anhauser Straße 1 steht ein 2002 unter denkmalpflegerischen Aspekten renoviertes und modernisiertes Fachwerkhaus aus derselben Zeit, in der Straße Dorfmolke 3 ein weiteres renoviertes kleines Fachwerkhaus.

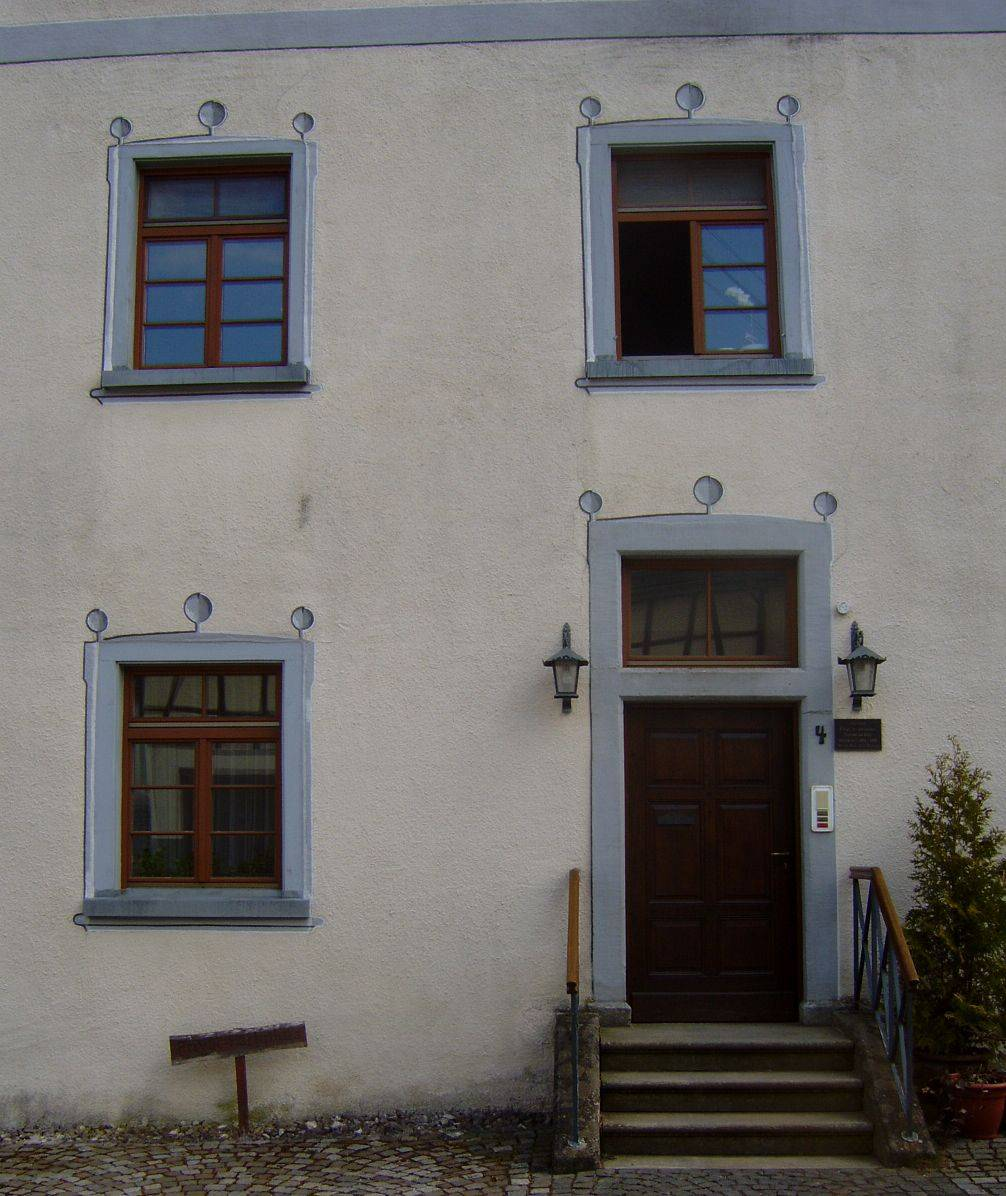
Ehemaliges Pfarrhaus
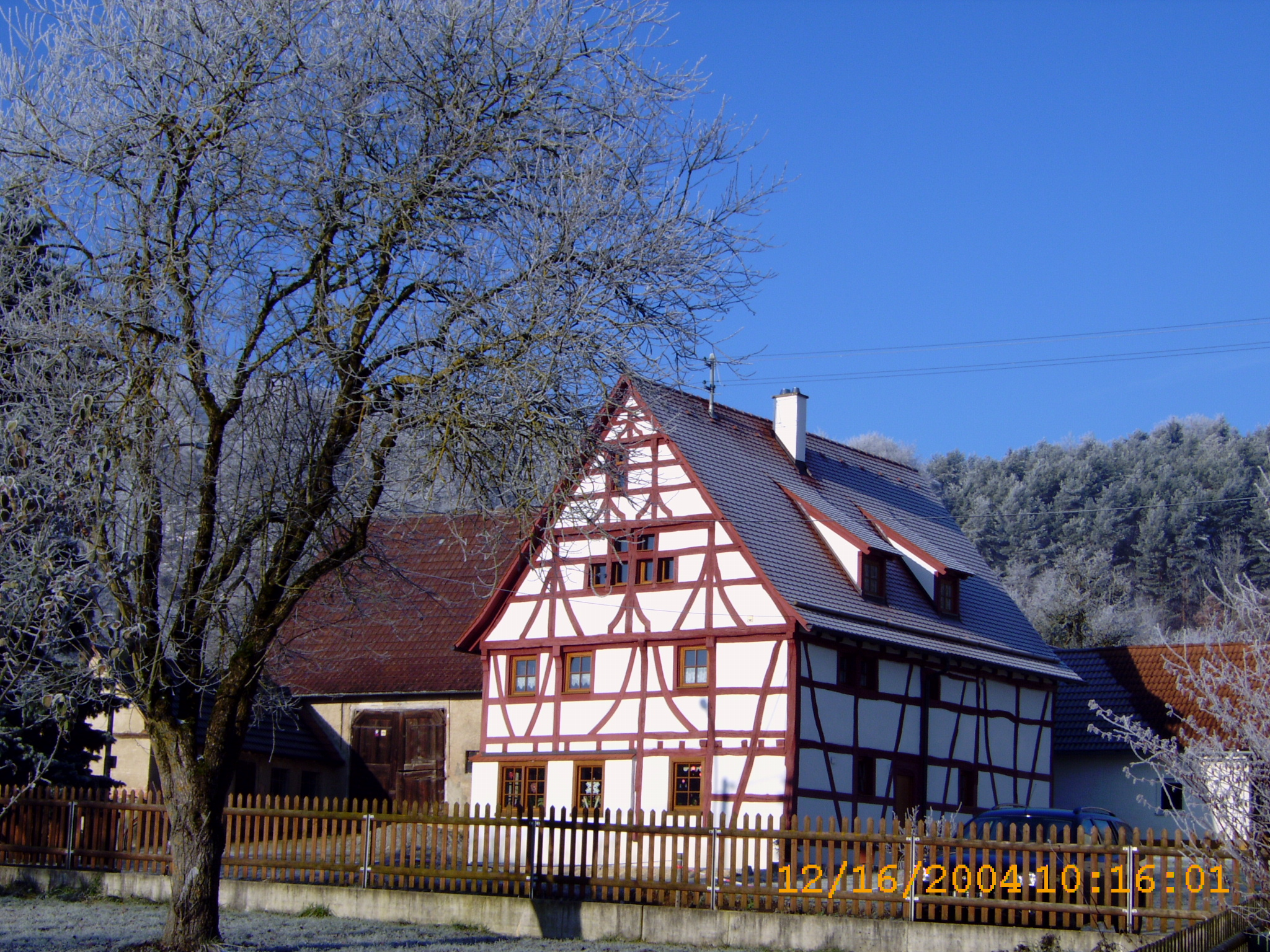
Fachwerkhaus Anhauser Str. 3
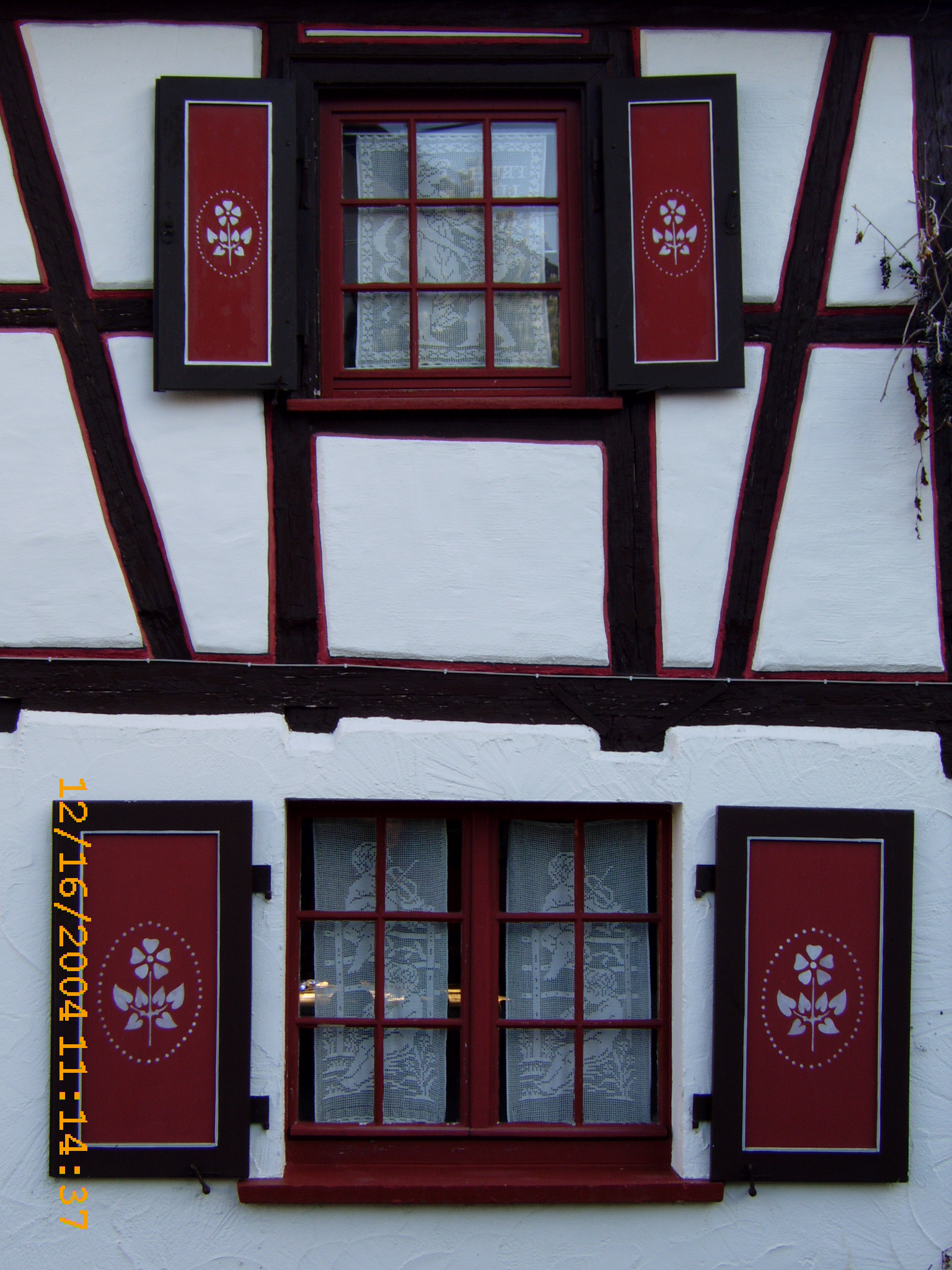
Fachwerkhaus Dorfmolke 3

### Wandergebiet

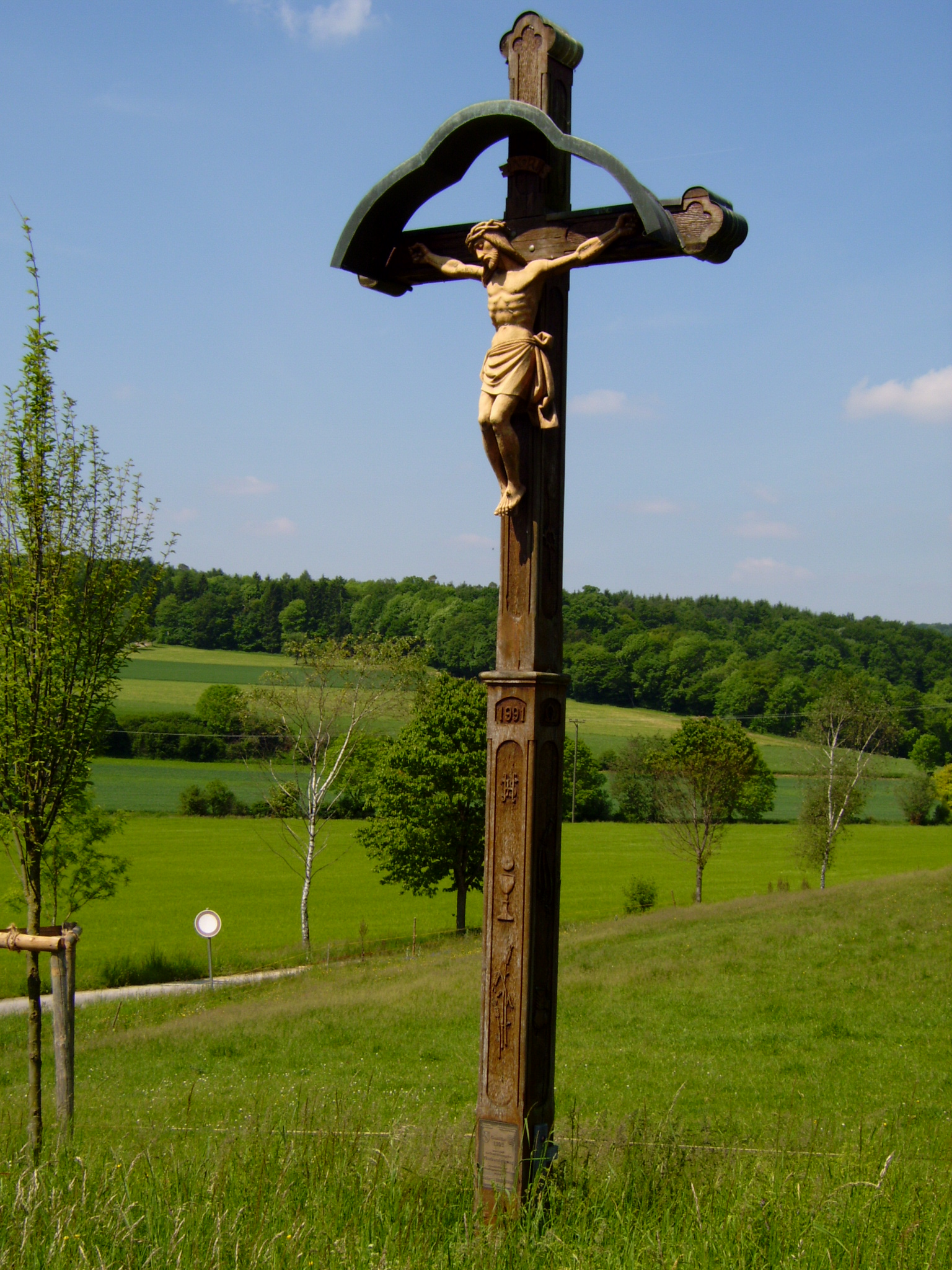
Feldkreuz (Flurbereinigung 1991) im Lautertal

Durch die Gemarkung Erbstetten führen zwei Fernwanderwege des Schwäbischen Albvereins: der Südrand-Weg HW 2 und der Schwarzwald-Schwäbische-Alb-Allgäu-Weg HW 5. Beide Wege berühren die Ruine Wartstein. Der HW 5 ist auf Erbstettener Gemarkung identisch mit dem Burgenweg Neckar–Donau und berührt auch die Ruinen Monsberg und St. Ruprecht.
Ein neu erschlossener Rundwanderweg „Feldkreuze rund um Erbstetten“ erschließt die Landschaft der Voralb und führt an den meisten Feldkreuzen auf der Gemarkung vorbei.
Ein neun Kilometer langes Teilstück des als Qualitätsweg zertifizierten Wanderwegs „Wege der Besinnung und Einkehr auf der Ehinger Alb“ verläuft ebenfalls auf der Gemarkung. Als Ergänzung des Besinnungsweges verläuft auf Erbstettener Gemarkung der rund sieben Kilometer lange Themenweg „Unser tägliches Brot“.
Im Rahmen einer neuen Wanderkozeption des Alb-Donau-Kreises wurde 2017 der „Burgfelsenpfad“ neu beschrieben. Er verläuft überwiegend auf Abschnitten der oben genannten Wege der Besinnung und Einkehr und HW 2.
Oberhalb Erbstettens liegt an der Straße (K 7338) nach Anhausen der „Waldzeltplatz Berg“ der Forstverwaltung des Alb-Donau-Kreises.

## Wirtschaft und Infrastruktur
Der Ort ist noch weitgehend landwirtschaftlich geprägt mit drei Vollerwerbslandwirten und fünf Nebenerwerbslandwirten (Stand 2007).
Im Ort befindet sich ein Teil der Grundschule Erbstetten-Frankenhofen mit 2 Klassen. Im Gebäude stehen die Turnhalle und das Lehrschwimmbecken auch der Bevölkerung zur Verfügung.
Im Weiler Vogelhof befindet sich seit 1956 das Schullandheim Vogelhof der Stadt Kornwestheim. Das Evangelische Freizeitheim Schlößle liegt daneben.